# Gösta Florman
Johan Mauritz Gustaf (Gösta) Florman, född den 1 september 1831 i Uppsala, död den 11 april 1900 i Stockholm, var en svensk fotograf. Florman var mångårig ordförande i Svenska Fotografers Förbund. Hans son var fotografen Ernest Florman.

## Liv och verk
Florman utbildade sig först till officer, men vid sidan om sin militära karriär arbetade som fotograf med egen ateljé i Kristinehamn 1864–1867, Karlstad 1867–1871. År 1871 lämnade han krigsmakten med löjtnants avsked och var verksam som porträttfotograf i Stockholm med ateljé på Regeringsgatan. Han skapade en ny, elegant fotostil och konkurrerade ut kollegan Johannes Jaeger som stadens ledande societetsfotograf. När Jaeger innan återflytten till Tyskland 1890 avfestades på Hasselbacken i kretsen av sina kollegor, var det just Jaegers konkurrent, Gösta Florman, som höll avskedstalet.
Flormans porträttbilder präglades av den kontinentala, mondäna stilen med bruntonade fotografier, målmedvetet utplacerade rekvisita och elegant påklädda modeller i koketta poser. Bland hans idag mera kända verk märks fotografiet av Alfred Nobel, som sitter i en karmstol med blicken riktad åt vänster och huvudet stött i handen. Motivet utgavs på ett rumänskt frimärke år 1998. Ateljén var en förebild under flera decennier och övertogs år 1900 efter Flormans död av sonen Ernest Florman. 
Gösta Florman var inte bara verksam som ateljéfotograf utan han begav sig med sin kamerautrustning ut i de svenska landskapen, bland annat finns värdefulla bildsviter från Värmland, Dalarna och Lappland. I en nekrolog i Fotografisk Tidskrift från år 1900 stod bland annat: "Under mera än ett fjärdedels sekel har Gösta Florman nämnts som Sveriges främste fotograf, och man har aldrig hört detta jäfvas."
Han tilldelades medaljen Litteris et Artibus 1887. Gösta Florman är begravd på Norra begravningsplatsen utanför Stockholm.

## Verk i urval

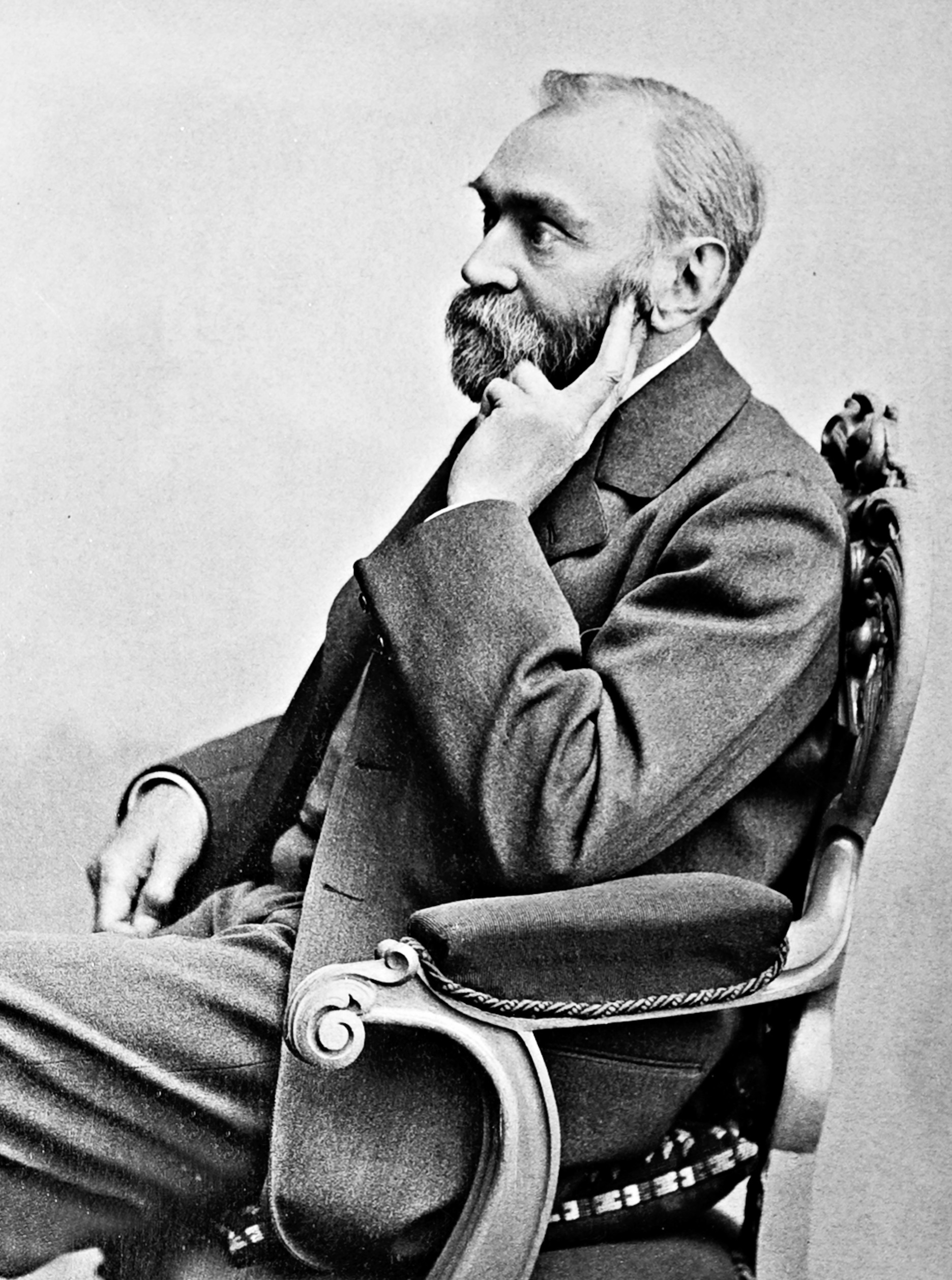
Alfred Nobel av Florman.
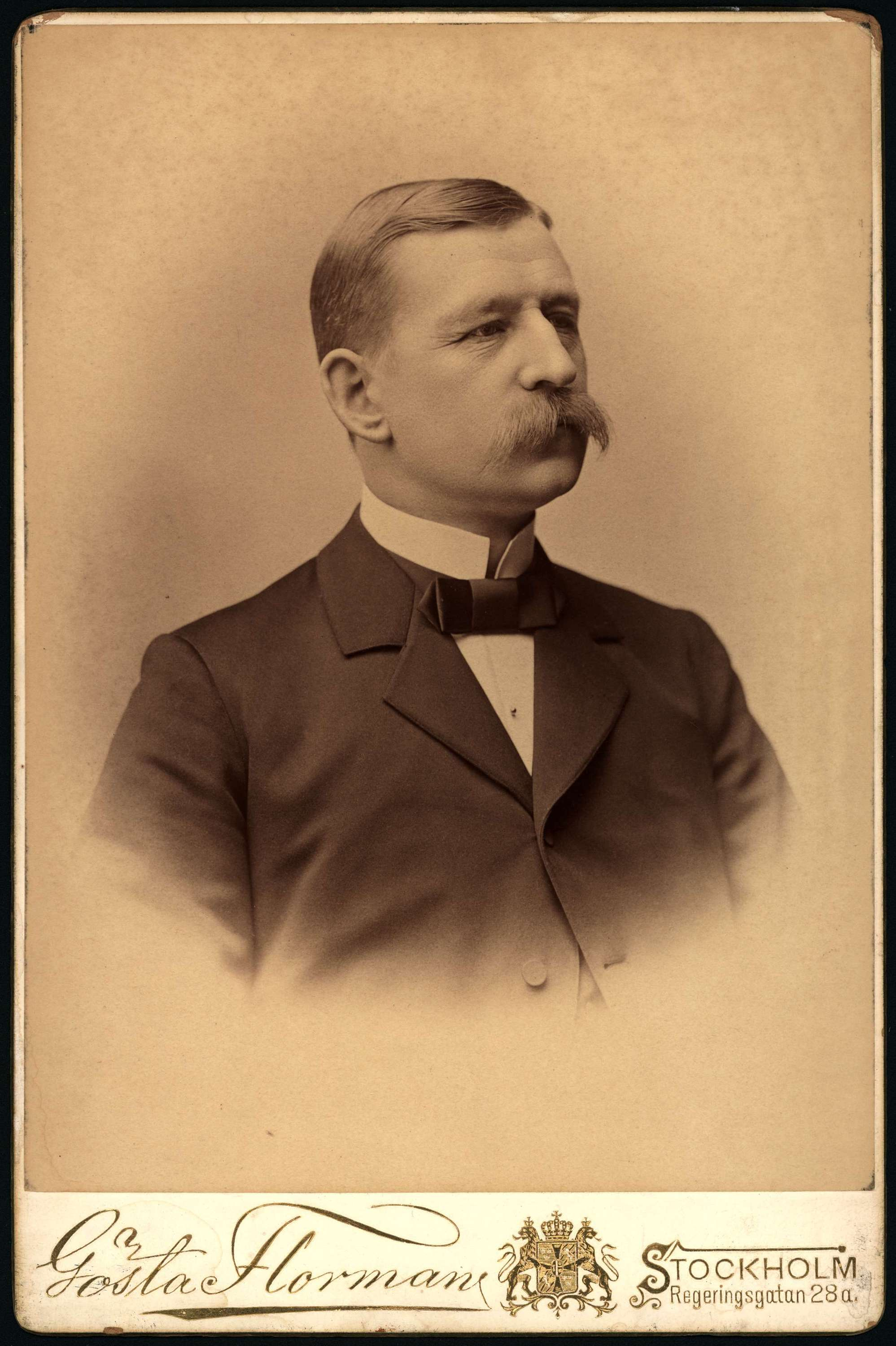
Salomon August Andrée.
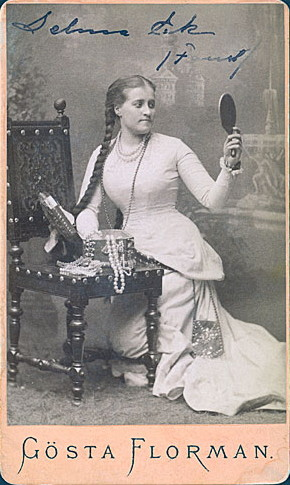
Selma Ek.
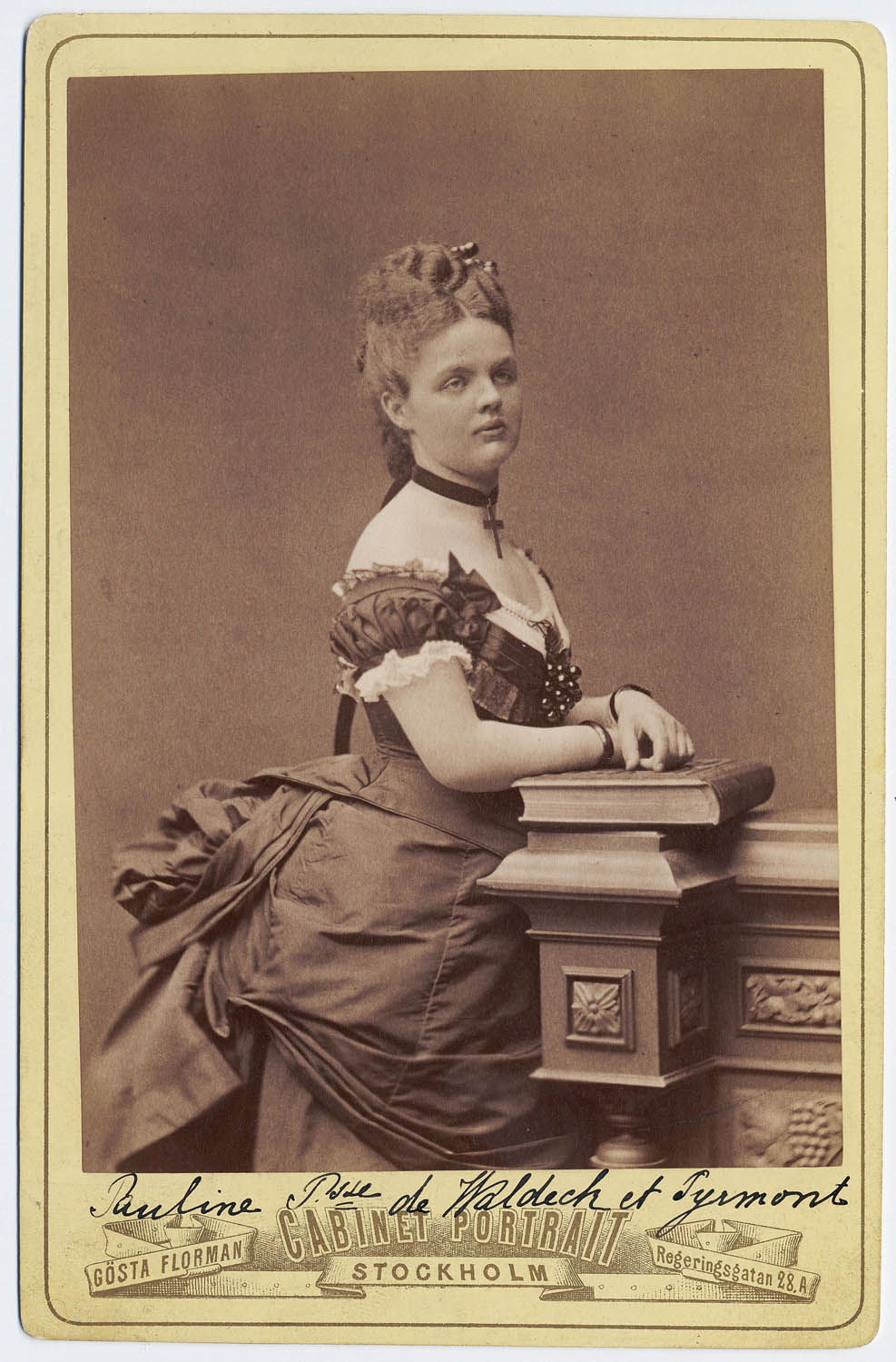
Pauline av Waldeck-Pyrmont.
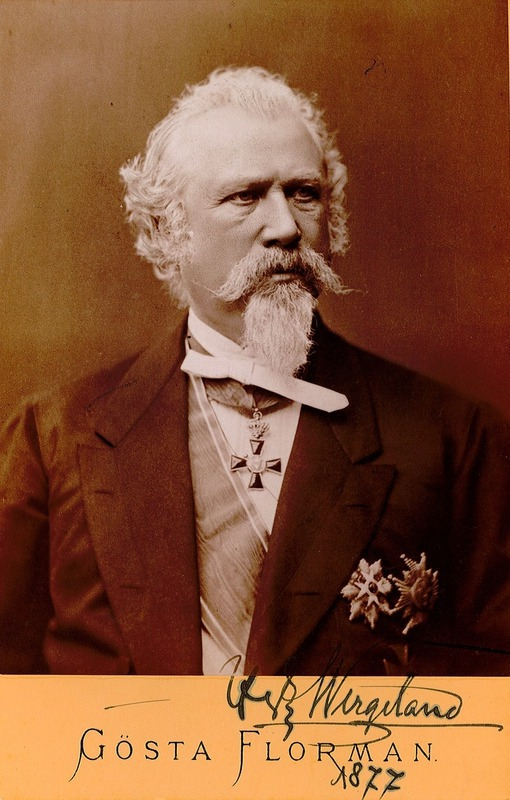
Harald Nicolai Storm Wergeland.
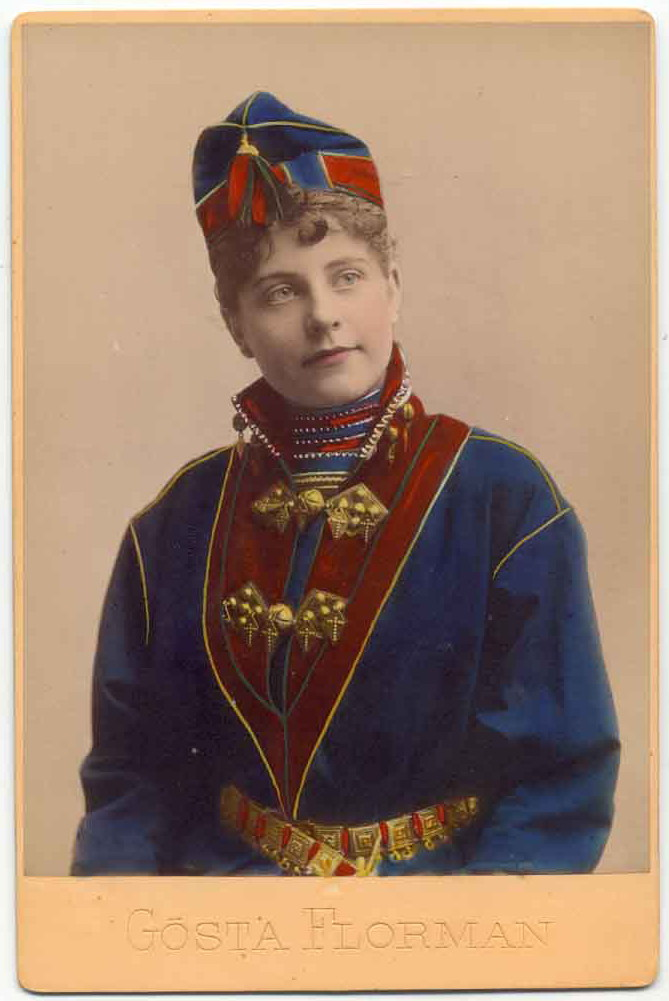
Kvinna i samedräkt.